# 三星駅 (宜蘭県)
三星駅（さんせいえき）は、台湾宜蘭県三星郷にかつてあった林務局羅東森林鉄路（太平山森林鉄路羅東線）の駅。
駅舎は三星郷老人文康中心という老人福祉施設として、駅構内は三星公園（洛克馬公園）として使われている。三星郷公所（役場）所在地として駅前は現在も行政機関や公的機関が多く立地している。

## 歴史
- 1903年（明治36年） - 台北州宜蘭庁長（現在の宜蘭県長に相当）だった西郷菊次郎が資金を集め私設人車軌道を建設。
- 1914年（大正3年） - 私設軌道叭哩沙駅開業
- 1920年（大正9年）1月6日 - 台南製糖の路線（天送埤以東）を借用して輸送を開始[2][3]。
- 1921年（大正10年） - 天送埤以西が開通[2][4]。
- 1924年（大正13年）1月27日 - 竹林まで延伸し全線開業[3]。
- 1926年（大正15年）5月18日 - 旅客扱い開始に伴い駅を設置[2]。
- 1979年8月1日 - 廃止[4]。

## 駅周辺
- 県道196号 (台湾)
- 台7丙線
- 三星公園（洛克馬公園）
- 三星国民小学
- 三星郷立図書館
- 三星青葱文化館
- 三星郷公所
- 三星国民中学
- 三星郷綜合運動場

## バス
最寄りの停留所は《三星(青蔥文化館)》、《三星一站》、《三星二站》、《三星三站》
| 系統 | 管轄           | 事業者   | 区間                                                 | 備考                                   |
| ---- | -------------- | -------- | ---------------------------------------------------- | -------------------------------------- |
| 1745 | 公路客運       | 国光客運 | 宜蘭転運站（宜蘭駅） - 羅東転運站（羅東駅） - 南山村 | 《三星一站》に停車                     |
| 1750 | 公路客運       | 国光客運 | 宜蘭転運站 - 太平山                                  | 《三星一站》に停車                     |
| 1764 | 公路客運       | 国光客運 | 羅東転運站 - 梨山                                    | 《三星一站》に停車                     |
| 1792 | 公路客運       | 国光客運 | 羅東転運站 - 三星 - 天送埤                           | 《三星一站》、《三星二站》に停車       |
| 1793 | 公路客運       | 国光客運 | 羅東転運站 - 天送埤 - 牛鬥                           | 《三星一站》、《三星二站》に停車       |
| 1794 | 公路客運       | 国光客運 | 羅東転運站（羅東駅） - 大洲 - 三星                   | 《三星三站》に停車                     |
| 1796 | 公路客運       | 国光客運 | 羅東転運站 - 天送埤 - 松羅                           | 《三星一站》、《三星二站》に停車       |
| 1798 | 公路客運       | 国光客運 | 羅東転運站 - 智脳（楽水村）                          | 《三星一站》、《三星二站》に停車に停車 |
| 緑17 | 宜蘭県市区公車 | 国光客運 | 羅東転運站 - 長埤湖                                  | 《三星(青蔥文化館)》に停車             |

## 隣の駅
林務局
■羅東森林鉄路
万富駅 - 三星駅 - 天送埤駅